# David Eason eltűnése

K’gari elhelyezkedése Ausztrália partjánál

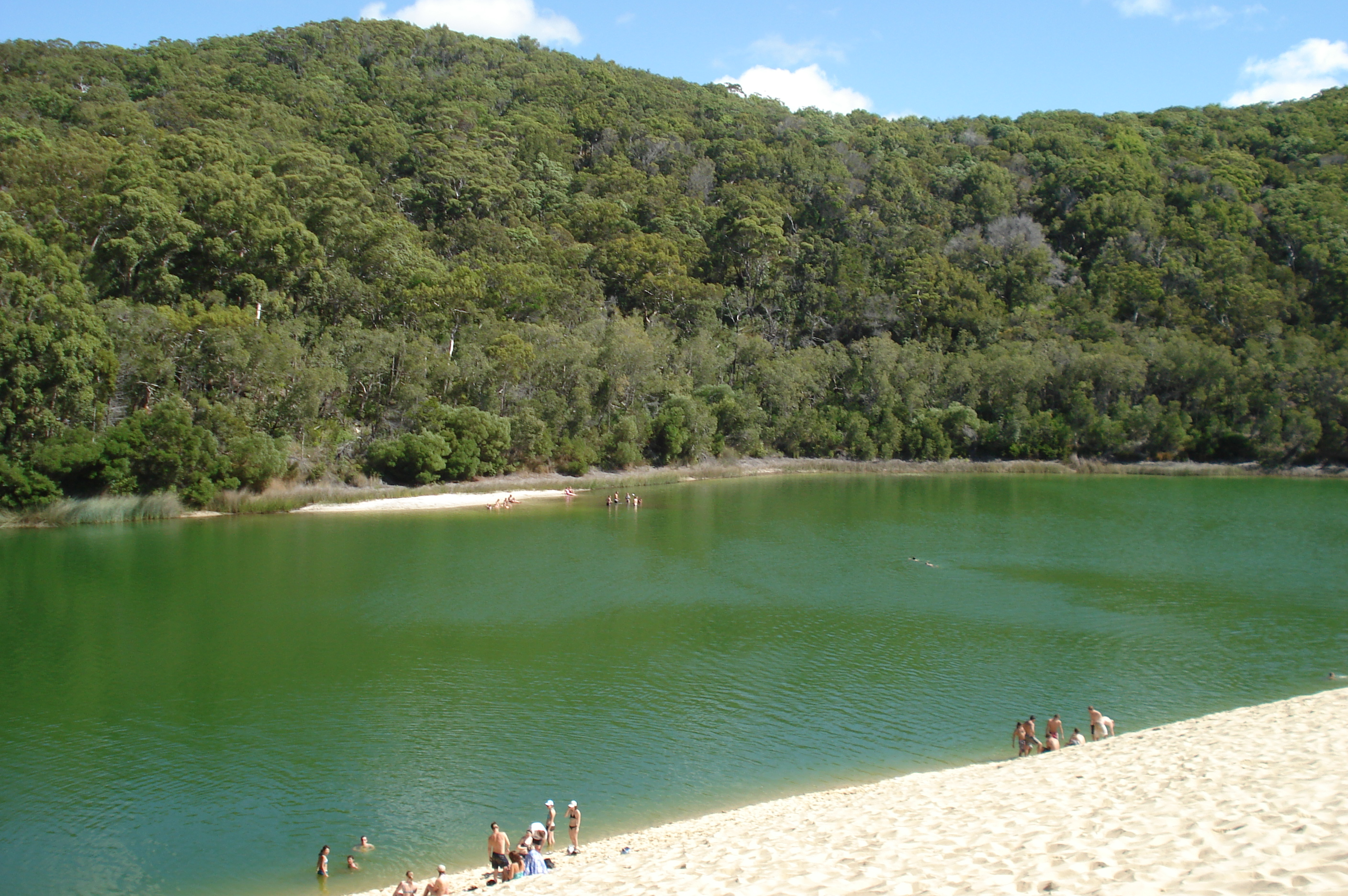
A Wabby-tó és környéke

David Eason eltűnése egy 2001-es esemény volt az ausztráliai K’gari szigetén. Eason halálának a körülményei a mai napig nem tisztázottak.

## Története

### Eason eltűnése
David Eason sikeres, középkorú (46 éves) angol üzletember volt, aki egy reklámügynökség ügyvezető igazgatójaként működött az angliai Buckinghamshire megyebeli Beaconsfieldben. 2001 tavaszán ausztráliai körútra indult, hogy meglátogassa több helyi nevezetesség mellett régi álmát, a Nagy-korallzátonyt.
Március 19-én érkezett meg Melbourne-be, majd a kontinens keleti partján északi irányba indult Cairns felé. Útközben, március 29-én a part mellett fekvő K’gari szigetére (angol nevén Fraser Island) látogatott át egy rövid időre.
A turistacsoport először a sziget keleti, Csendes-óceán felőli részét nézte meg. Innen terveztek délután gyalogosan, keresztben átkelni a sziget nyugati, Ausztrália felőli oldalára, hogy visszatérjenek a kontinensre. A csoport a tengerparton magára hagyta Easont, aki még kissé akarta élvezni a helyet, és meggyeztek, hogy a sziget belsejében fekvő Wabby-tónál megvárják később. Easont ekkor látták utoljára élve. Mivel nem érkezett meg a megbeszélt időpontra, a csoport tovább indult a sziget nyugati oldalára. Eason ide sem ért el estére, ezért hamarosan bejelentették az eltűnését.
Ezt követően nagy létszámú keresőcsoport fésülte át a szigetet, de nem akadtak a nyomára. Május 15-én még rendőrbúvár is átvizsgálta a 12 méter mély Wabby-tó fenekét. Nyomokra itt sem akadtak. Kezdetben a fentiek miatt azt feltételezték, hogy tengerbe fulladhatott, vagy a turistacsoporttól függetlenül, valamilyen más módon elhagyta szigetet.

### A maradványok megtalálása

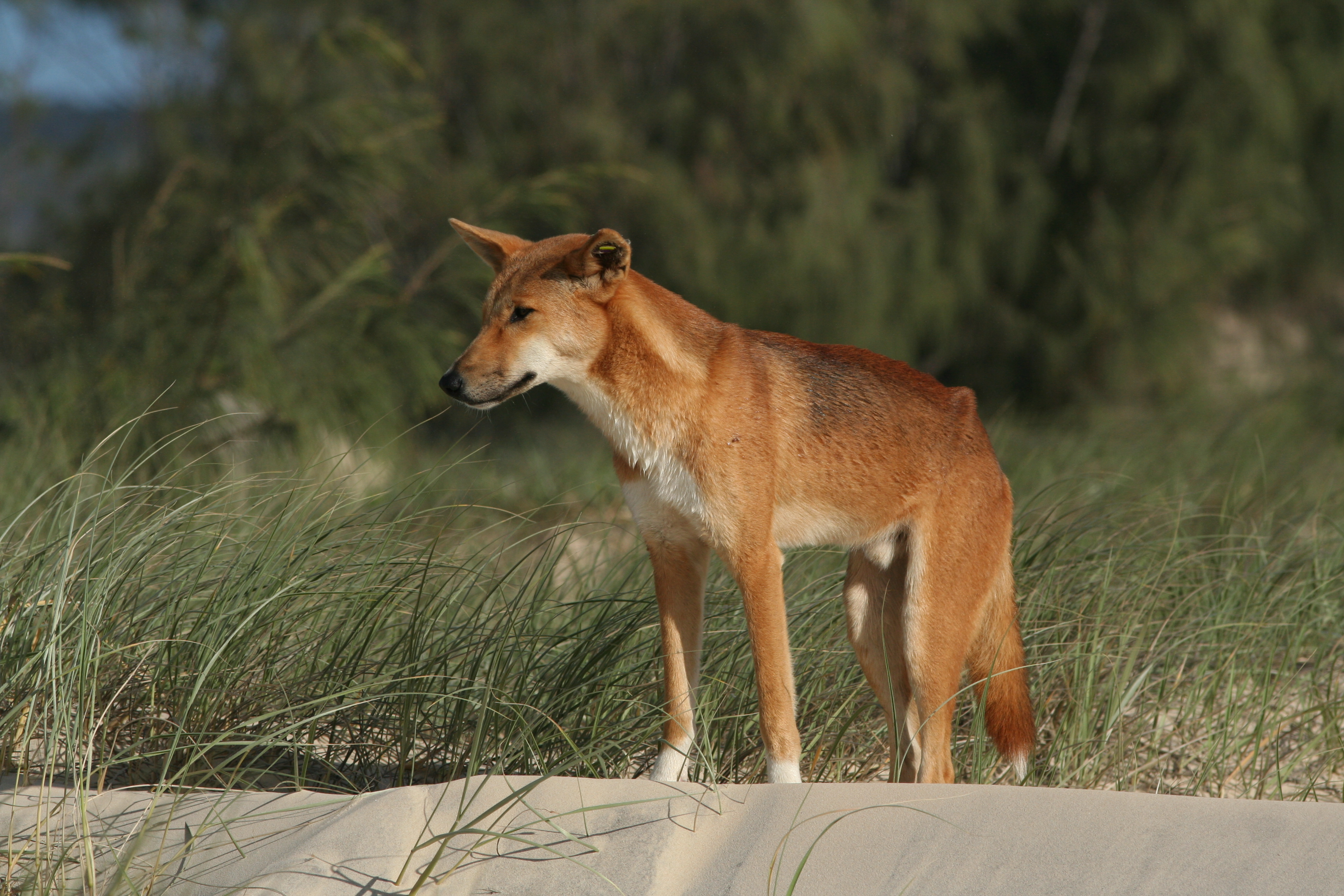
Dingó a szigeten

Körülbelül 2 évvel Eason eltűnése után, 2003. április 15-én egy Arwen Heaton nevű angol turista nő a Wabby-tó közelében sétálgatott. A bokroknál emberi maradványokra lett figyelmes. Bejelentése után lezárták a környéket, és átkutatták azt. A csontmaradványok és kisebb értéktárgyak egy meredek lejtő alján feküdtek, körülbelül 6 méteres körben szétszóródva. A vizsgálatok a talált tárgyakból, csontokból – Eason angliai fogorvosának röntgenfelvételeit is felhasználva – arra a következtetésre jutottak, hogy Heaton az eltűnt turista maradványait találta meg.

### Következtetések
Két év alatt Eason teste teljesen lebomlott, így a csontokból a halál okát már nem tudták megállapítani. Azt azonban az igazságügyi orvosszakértők bizonyosan állították, hogy a csontokat a szigeten vadon élő dingók megrágták, feltehetően az áldozat halála után. (Érdekességként megemlíthető, hogy a szigeten halálos dingótámadásra volt már példa: pont 2001-ben a dingók egy 9 éves kisfiút megtámadtak és megöltek. 1980-ban Ausztrália más vidékén fordult elő hasonló eset.)
A szándékos gyilkosságot mind Eason eltűnése, mind a maradványok megtalálása után általában elvetették indíték hiánya miatt. A maradványok mellett több értéktárgyat meg is találtak, a hiányzó pénztárcát pedig akár a sziget állatai is elhordhatták onnan. Valószínűbbnek gondolták, hogy Eason eltűnése napján valóban a tengerpartól – a korábban megbeszéltek szerint – a sziget belseje felé vette az irányt, azonban a Wabby-tónál már nem találta a turistacsoportot. Ezt követően továbbindulhatott, majd a tó közelében hirtelen cselekvőképtelenné vált, és később (azonnal?) elhunyt. Ilyen esetben felmerül a hirtelen szívmegállás, kígyó- és mérgespóktámadás lehetősége.